# Gehlert
Gehlert là một đô thị thuộc một Verbandsgemeinde - ở huyện Westerwald trong bang Rheinland-Pfalz, Đức. Đô thị Gehlert có diện tích 5,19 km².
Đô thị này nằm ở Westerwald giữa Limburg và Siegen, và thuộc Verbandsgemeinde Hachenburg, một dạng đô thị tập thể chỉ có ở bang Rheinland-Pfalz. Năm 1255, Gehlert được đề cập lần đầu trong tài liệu với tên Geilinrode.